# Готфрид II фон Хоенлое
Готфрид II фон Хоенлое (на немски: Gottfried II von Hohenlohe; † между 30 май или декември 1289 и 4 април 1290, Ерфурт) е господар на Хоенлое и Уфенхайм-Ентзе.

## Произход
Той е син на господар Албрехт I фон Хоенлое-Уфенхайм († ок. 1269) и първата му съпруга графиня Кунигунда фон Хенеберг (1223 – 1257), дъщеря на граф Попо VII фон Хенеберг († 1245) и втората му съпруга Юта Тюрингска († 1235). Сестра му Агнес фон Хоенлое († 1319) се омъжва за бургграф Конрад II фон Нюрнберг († 1314).
Баща му се жени сл. 1257 г. за графиня Уделхилд фон Шелклинген († сл. 1271). Така Готфрид II е полубрат на Фридрих фон Хоенлое-Вернсберг († 1290) и на Албрехт фон Хоенлое-Шелклинген († 1338).

## Фамилия
Готфрид II се жени пр. 13 март 1285 г. за Елизабет фон Цолерн-Нюрнберг († 13 февруари 1288), вдовица на Еберхард II фон Шлюселберг, дъщеря на бургграф Фридрих III фон Нюрнберг († 1297). Те имат децата:
- Албрехт II (1289 – 1312), господар на Хоенлое и Уфенхайм-Шпекфелд, женен 1285/1289 г. за графиня Аделхайд фон Берг († 1338)
- Фридрих († 1333)
- Готфрид III († 1322), епископ на Вюрцбург (1314 – 1322)
- Конрад († 1291)
- Елизабет († сл. 1307), абатиса на Шефтерсхайм (1300)
- Херман (* пр. 1288; † сл. 1302)